# Cephalodella clara
Cephalodella clara är en hjuldjursart som beskrevs av Wulfert 1944. Cephalodella clara ingår i släktet Cephalodella och familjen Notommatidae. Inga underarter finns listade i Catalogue of Life.